# إيفان ستويانوف (لاعب كرة قدم روسي)
إيفان ستويانوف هو لاعب كرة قدم روسي في مركز الدفاع، ولد في 25 يوليو 1994 في نيسيبار في بلغاريا. لعب مع PSFC Chernomorets Burgas ‏.

## وصلات خارجية
- إيفان ستويانوف (لاعب كرة قدم روسي) على موقع قاعدة بيانات كرة القدم.إي يو (الإنجليزية)
- إيفان ستويانوف (لاعب كرة قدم روسي) على موقع Soccerway.com (الإنجليزية)